# Penitenciární pedagogika

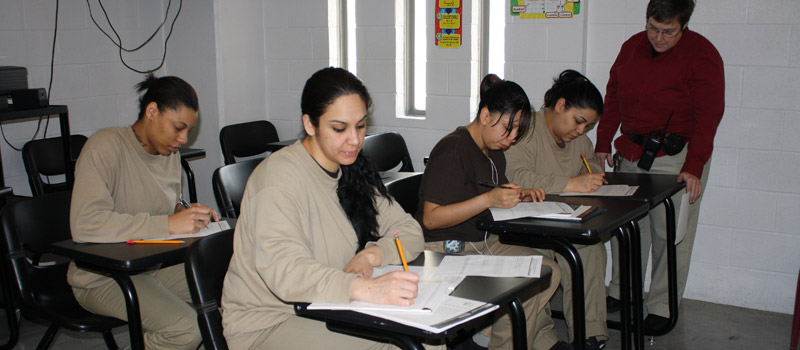
Penitenciární vzdělávání

Penitenciární pedagogika je obor, který se zabývá problematikou výchovy a vzdělávání odsouzených osob ve výkonu trestu odnětí svobody. Spadá do odvětví speciální pedagogiky.

## Cíle penitenciární pedagogiky
Cílem penitenciární pedagogiky je všestranné rozvíjení odsouzené osoby, reedukace a náprava vězně. Je ovlivněna faktory délkou věznění a bezpečnostním opatřením související s daným typem věznice.

## Penitenciární pedagogika jako právní věda
Penitenciární pedagogika je výsledkem spojení dvou oblastí penologie a pedagogiky. Nápravný charakter penitenciární pedagogiky je spjatý s právní vědou. Současný zákon č. 169/1999 Sb. stanovuje, že účelem trestu odnětí svobody je vést odsouzené takovým způsobem, aby vedli po propuštění soběstačný život v souladu se zákonem, chránili společnost před pachateli trestných činů, a aby se snižovala recidiva.

## Výchovný proces penitenciární pedagogiky v ČR
1. Počáteční pedagogicko-psychologická diagnóza
Vypracuje se zpráva o novém vězni, který podstupuje lékařské a další vyšetření.
2. Pedagogické plánování
Vypracuje se individuální „program zacházení“ na základě zprávy o vězni. Jde o plánování pozitivních výchovně vzdělávacích aktivit s ohledem na délku trestu, jeho osobnosti a příčiny trestné činnosti. Aktivity by měly podporovat kladné postoje a dovednosti a potlačovat ty špatné, které ho přivedly do vězení.
3. Regulace výchovného působení
Probíhá průběžné hodnocení výchovně vzdělávacích aktivit. Jejich splnění vede k tomu, jak bude věznice zacházet s odsouzeným.
4. Výsledná pedagogická diagnóza
Vězeň úspěšně dokončí všechny své výchovně vzdělávací aktivity a splní tak své zvolené cíle v programu zacházení.

## Program zacházení jako součást vzdělávání českých vězňů
Podle vyhlášky č. 345/1999 Sb. se program zacházení dělí na několik aktivit:
- pracovní aktivity – možnost získat pracovní praxi, úklidové práce, brigádnická činnost
- vzdělávací aktivity – formální např. učební obor Obrábění kovů, neformální např. jazykové kurzy
- speciálně výchovné aktivity – učení se zvládat konfliktní situace, spadá sem např. sociální výcvik, psychoterapie, pohybová terapie, arteterapie, trénink zvládání agresivity
- zájmové aktivity – odreagování od frustrace nebo agrese, spadají sem např. sportovní aktivity, šachy, stolní tenis, společenské hry, hudební kroužek, apod.
- část utváření vnějších vztahů – setkání s rodiči, partnery, příbuznými, přáteli a dalšími, kteří se nacházejí mimo věznici[6][7]

Vězeň má na výběr kombinaci aktivit, a tak nemusí vykonávat všechny. Na resocializaci, výchově a vzdělávání vězňů se podílí všechny aktivity programu zacházení.

## Možnosti vzdělávání českých vězňů
Vězni mají na výběr 3 typy vzdělávání podle vyhlášky č. 345/1999 Sb.:
1. vzdělávání organizované či realizované středním odborným učilištěm - učební obory např. Obráběč kovů, strojírenské práce, dřevařská výroba nebo práce ve stravování, výuka probíhá přímo v prostorách věznice a odsouzené není potřeba převážet do jiných míst
2. vzdělávání vedené či kontrolované zaměstnanci oddělení výkonu trestu - školení, kurzy, semináře nebo přednášky
3. vzdělávání v korespondenčních kurzech a v základních, středních, vyšších odborných nebo vysokých škol České republiky[6]

Na základě vyhlášky č. 345/1999 Sb. se může odsouzený rovněž rozvíjet při využívání dalších možností v omezené době:
- využíváním knihovny věznice
- odběrem tisku, knih a publikací
- podílem na vydávání vlastního časopisu odsouzených
- sledováním rozhlasových a televizních pořadů
- účastí na dalších aktivitách vzdělávání a zájmové činnosti zprostředkovaných věznicí[6]

## Školská vzdělávací střediska ve věznicích v ČR
Vzdělávací aktivity probíhají ve školských vzdělávacích střediscích, které jsou přímo ve věznicích. Existují školská vzdělávací střediska Heřmanice, Pardubice, Plzeň, Rýnovice, Světlá nad Sázavou, Valdice, Všehrdy, Kuřim a Stráž pod Ralskem.
Jedna z věznic je např. Věznice Valdice, která nabízí vzdělávací aktivity a mezi formální patří doplnění si základního vzdělání a vyučení se ve tříletém učebním oboru Obrábění kovů. Nabídku neformálních aktivit má kroužky cizích jazyků (anglického, německého, španělského a francouzského), kurzy výchovy k občanství, sociálně právní poradenství, kurzy drogové problematiky, vědomostní soutěže, kvízy, besedy k vybraným tématům apod.).

## Historie penitenciární pedagogiky v České republice
V historii měl trest různé podoby. Nejdříve se jednalo o odplatu, poté izolaci, dále odstrašení a nakonec o nápravu vězně. 
Jedním z prvních českých reformátorů, který zdůrazňoval výchovnou úlohu, byl František Josef Řezáč (1819-1879), kaplan v pražské Svatováclavské trestnici. Například prosazoval, aby byly věznice bezpečné, zdravotně nezávadné, se školou, kaplí a spravedlivým vnitřním řádem, závazným pro trestance i personál. Ačkoli tyto návrhy zveřejnil již v roce 1852, praktického naplnění došly až krátce před jeho smrtí vybudováním na tehdejší dobu moderní věznice na Borech.
Po vzniku Československé republiky v roce 1918 se zkvalitňovaly a vydávaly vězeňské předpisy a řády pro věznice. Také se zlepšovaly vězeňské ústavy. V roce 1949 vznikl Sbor uniformované vězeňské stráže, který počas výkonu ve vězeňských zařízení obstarával správní a strážní zaopatření. Za vlády KSČ zneužívali vězně na stavby a těžbu.
Postupem času se na trest pohlíželo více humanisticky. Roku 1966 vznikl Ústav pro výzkum metod nápravně výchovné činnosti, který se později nazýval Výzkumný ústav penologický. Zabýval se samotným odsouzeným, převážně jeho osobností a jak by bylo možné vězně napravit. Významná osobnost z Výzkumného ústavu penologického byl český penolog doc. PhDr. Jiří Čepelák, CSc., který usiloval o to, aby byly jeho výsledky z výzkumů využity v praxi. V roce 1993 byla vězeňská pravidla z Evropy aplikována i v České republice. Roku 1993 se přeměnil Sbor nápravné výchovy na Vězeňskou službu České republiky, která funguje i dnes.

## Počátky penitenciární pedagogiky v zahraničí
Základy penitenciární pedagogiky uvedl Charles Lucas ve své práci zvané De la réforme des prisons et la théorie de l enpfisonment, která byla vydaná v Paříži roku 1839. Vladimir Iljič Lenin spolu s dalšími autory usilovali o nápravu odsouzených formou právní a mravní výchovy a vymezili sovětskou nápravněpracovní pedagogiku. Jednalo se o převýchovu odsouzeného. Penitenciární pedagogika se objevila i v Polsku, pod názvem resocializační pedagogika. Jednalo se o výchovu společensky nepřizpůsobených osob, které měli poruchu chování.
Můžeme říci, že penitenciární pedagogika se rozvíjela v různých zemích odlišným tempem, přičemž na to měl vliv rozvoj speciální pedagogiky a penitenciární a právní vědy.